# Кумна (мыза)
Мы́за Ку́мна (эст. Kumna mõis, нем. Kumna) — рыцарская мыза (имение) на севере Эстонии в волости Харку, уезд Харьюмаа.
Согласно историческому административному делению мыза Кумна относилась к приходу Кейла.

## История мызы
Мыза была основана в 1620-х годах. Первым её владельцем был Йохан Кнопиус (нем. Johan Knopius), по имени которого данный район на эстонском языке назывался Кнообус. В 1656 году мызу приобрёл Генрих Гёбель (Heinrich Göbel). После Северной войны мыза сначала принадлежала Йоханну Фридриху Любекену (Johann Friedrich Lübeken); в 1778 году её приобрёл Карл фон Коскуль (Karl von Kosküll), от которого в начале 19-го столетия мыза отошла во владения Йоханна Люткенса(Johann Lütkens). С 1893 года и до экспроприации в 1919 году владельцем Кумна было дворянское семейство Мейендорф.

## Мызный комплекс
Старое главное здание усадьбы было деревянным строением с высокой двускатной крышей. Здание было видимо построено в начале XVIII века но до наших дней оно дошло перестроенным в XIX веке. Здание интересно множеством деревянных украшений, из которых особенно наличники окон. В центральной части фасада находится небольшая прихожая и в правой части каменная пристройка.
В 1910 году севернее старого главного здания возвели новое двухэтажное главное здание в стиле неоклассицизма. Новое здание характеризует сильно выступающая центральная часть, где находятся четыре колонны высотой в два этажа. Новое здание было полностью завершено в 1920 году, то есть после отчуждения мызы, что сохранило его в неприкосновенности.

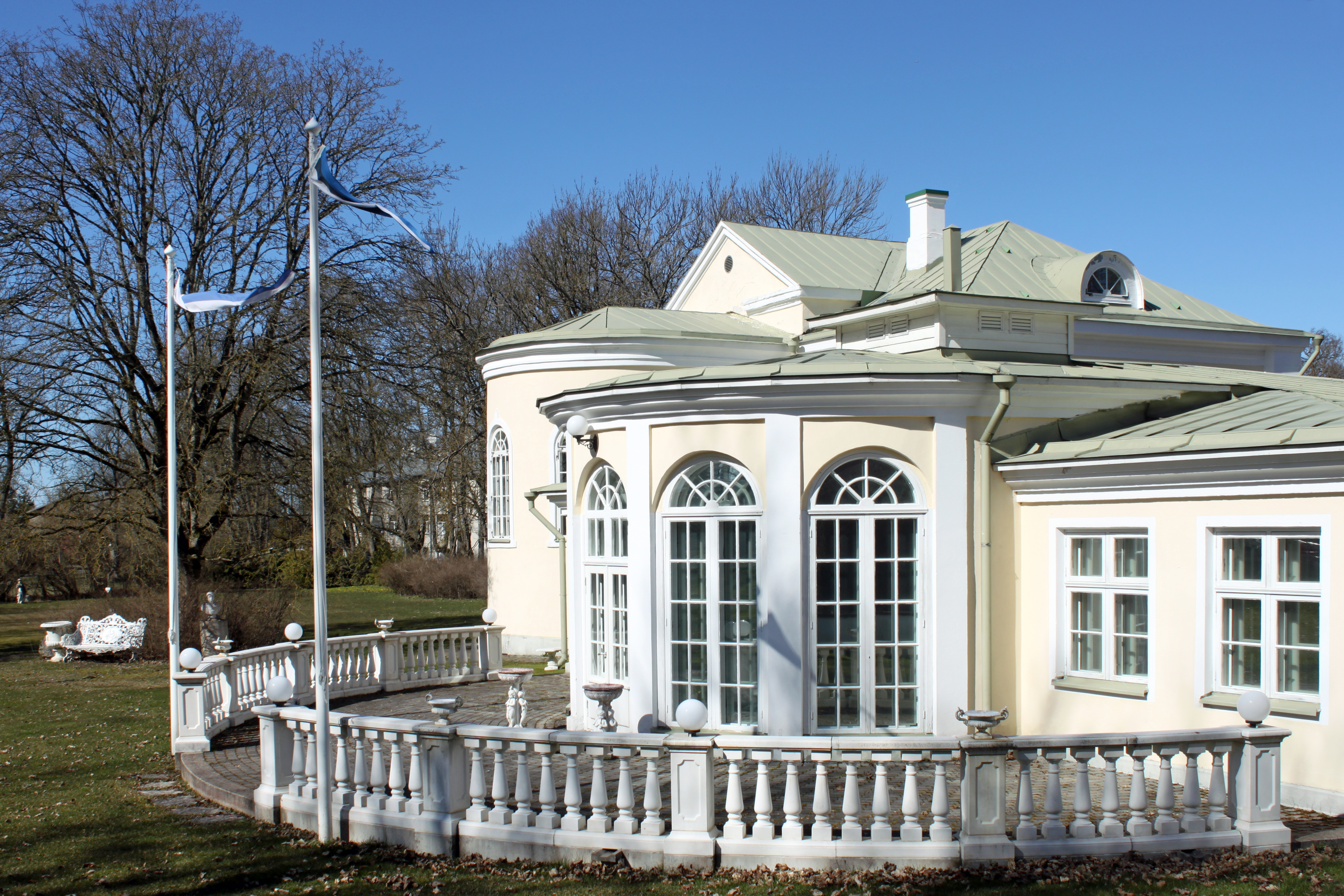
Мыза Кумна весной 2020 года

В центральной части мызы был разбит большой парк, который в настоящее время является природоохранным объектом и памятником культуры.
В Государственный регистр памятников культуры Эстонии также внесены следующие мызные строения:
- старое главное здание (одноэтажное деревянное здание в стиле барокко, по состоянию на 21.06.2017 находилось в плохом состоянии)[2],
- новое главное здание (господский дом в стиле неоклассицизма, по состоянию на 14.04.2016 находился на реставрации)[3],
- дом управляющего (по состоянию на 12.04.2012 находился в удовлетворительном состоянии)[5],
- амбар-сушилка (по состоянию на 21.06.2017 находился в хорошем состоянии)[6].

## Галерея

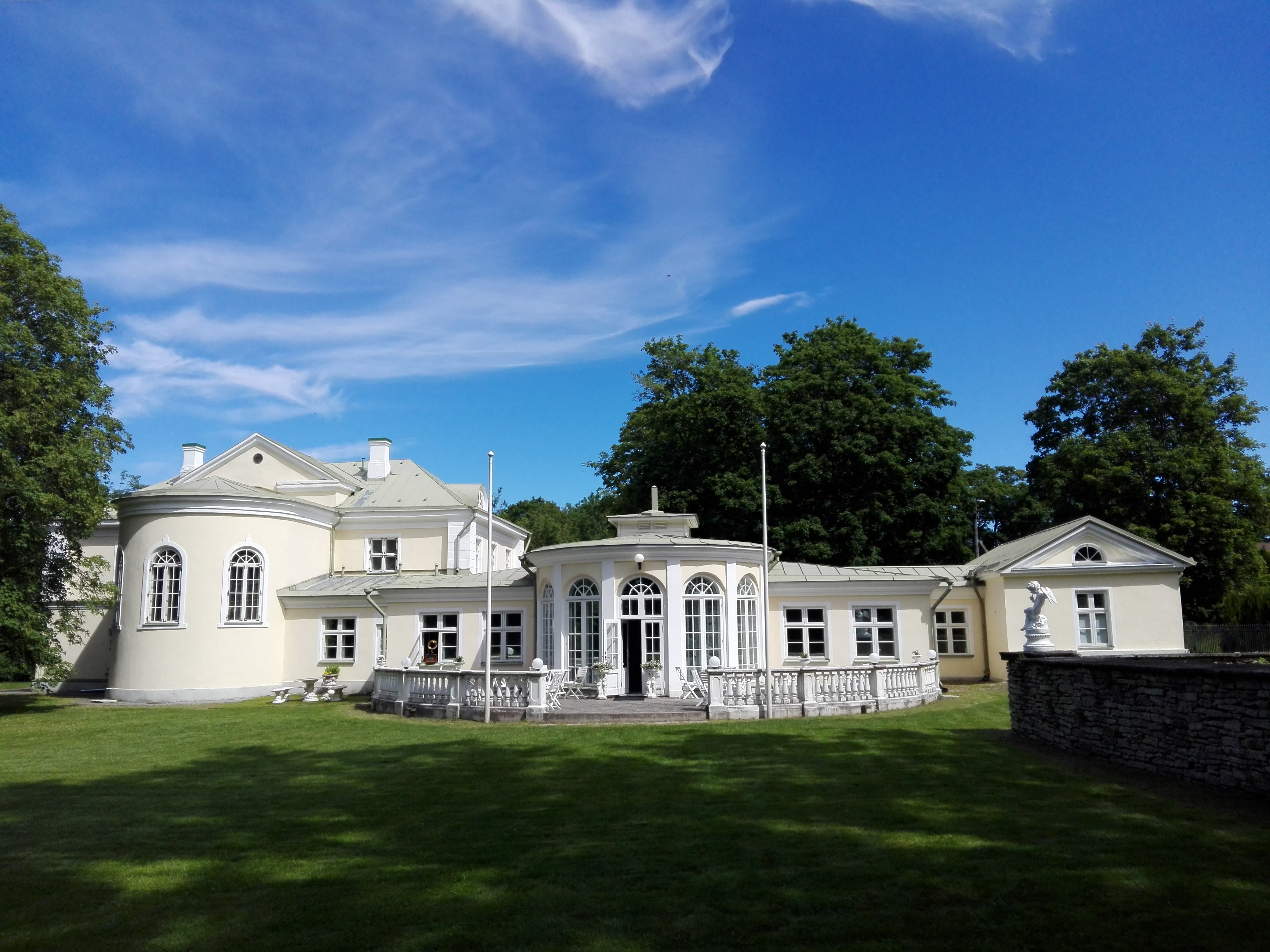
Мыза Кумна в 2017 году, задний фасад
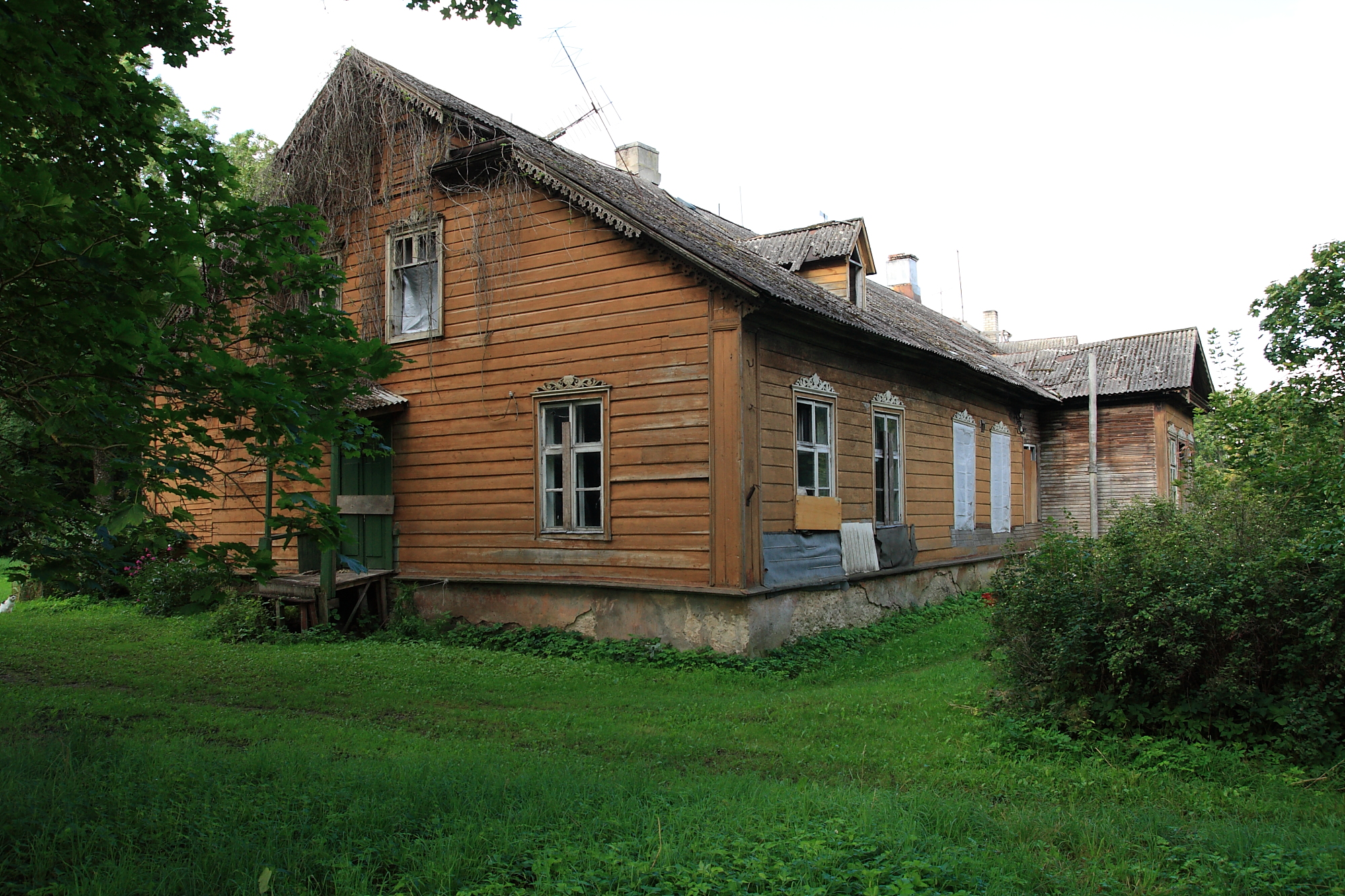
Старое главное здание
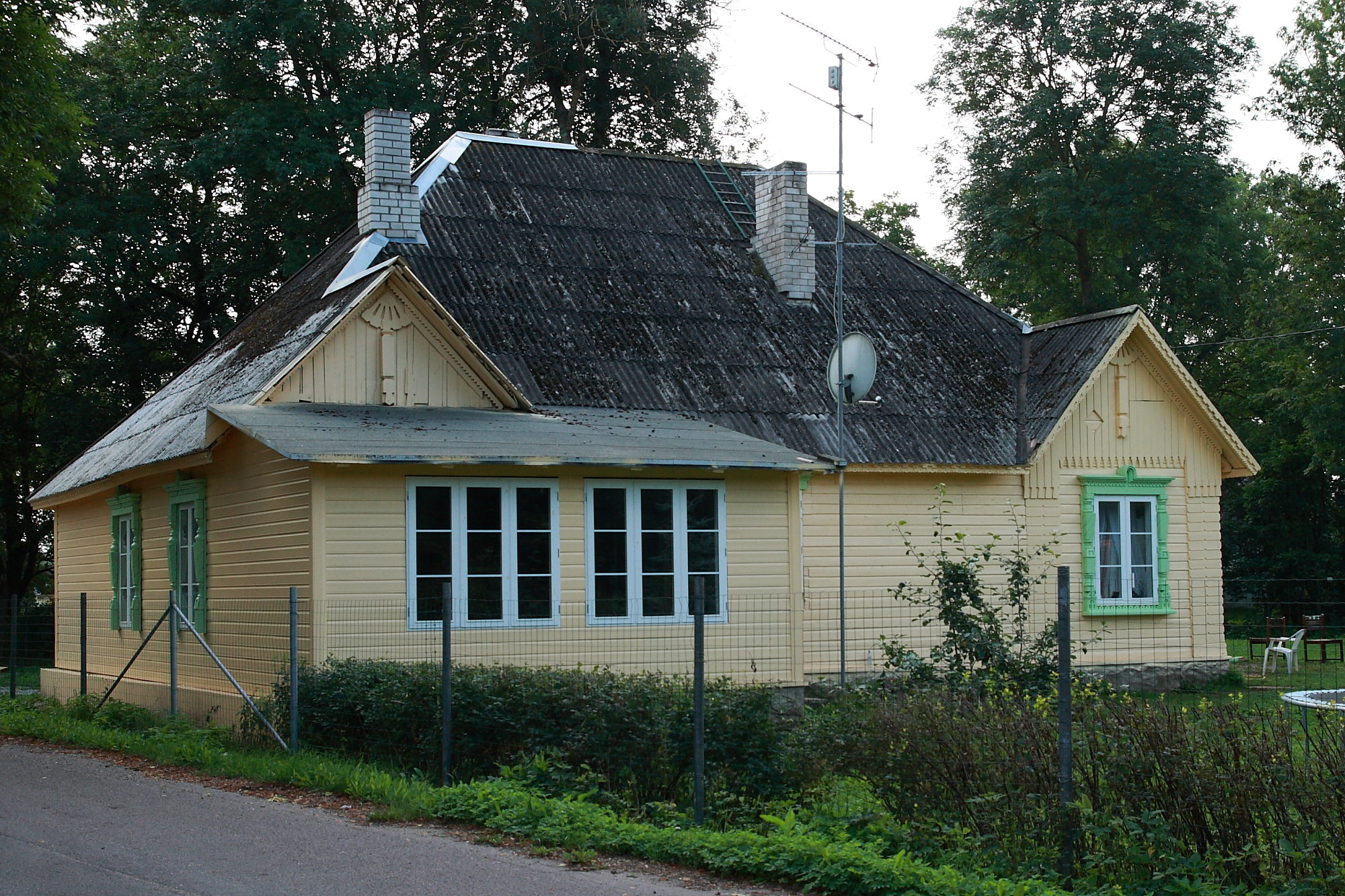
Дом управляющего
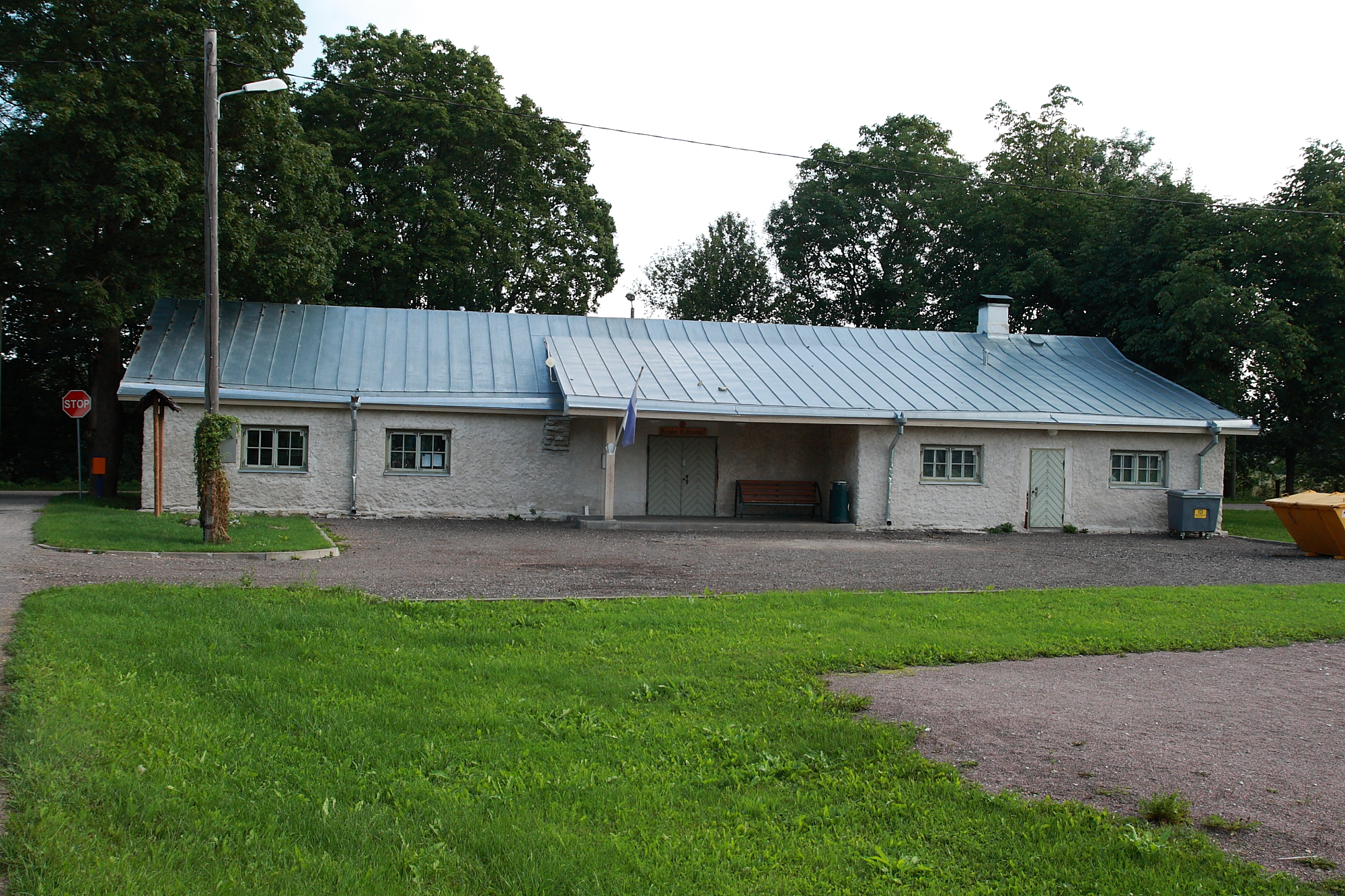
Амбар-сушилка
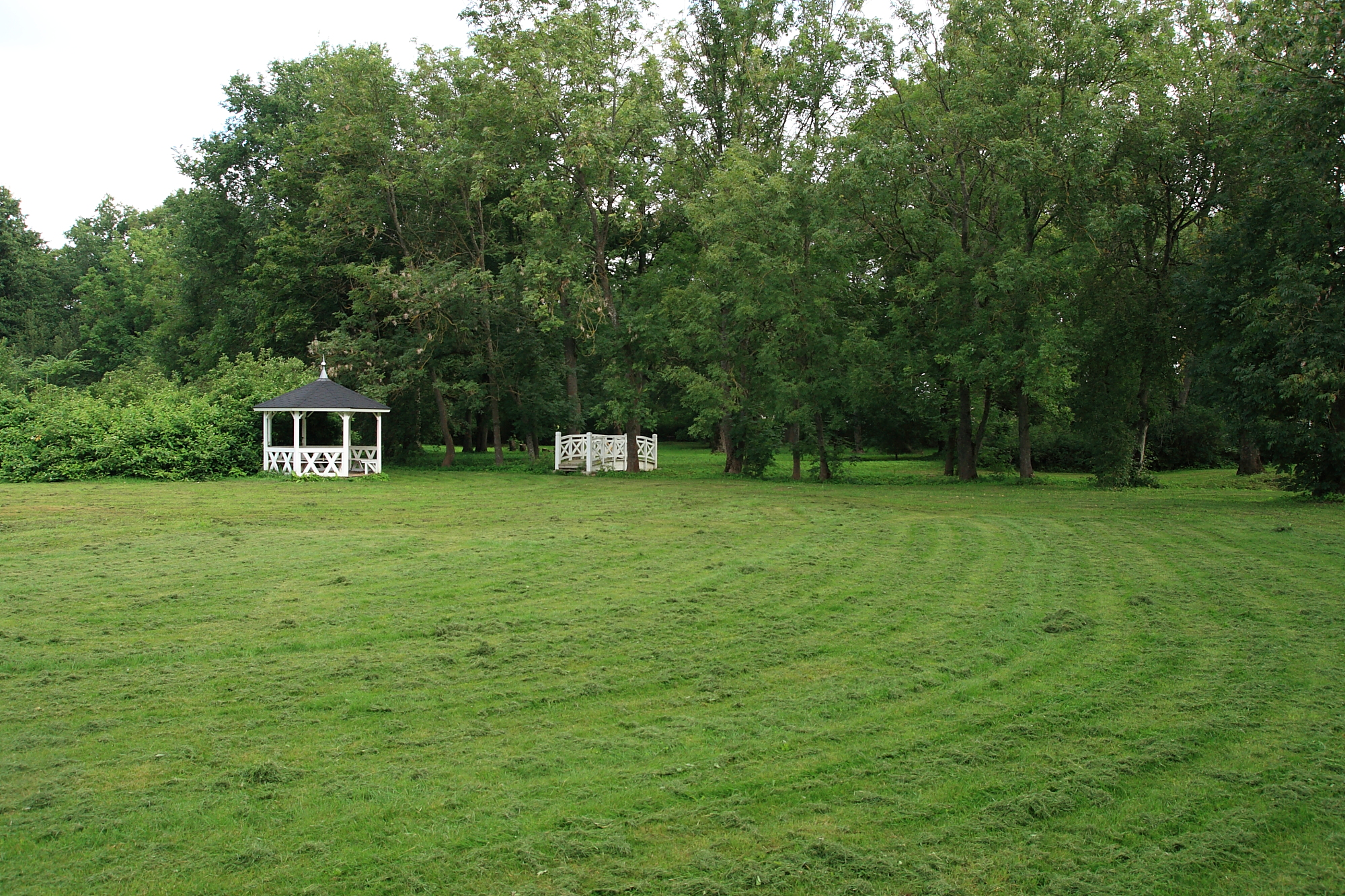
Мызный парк